# Heiligenschijn

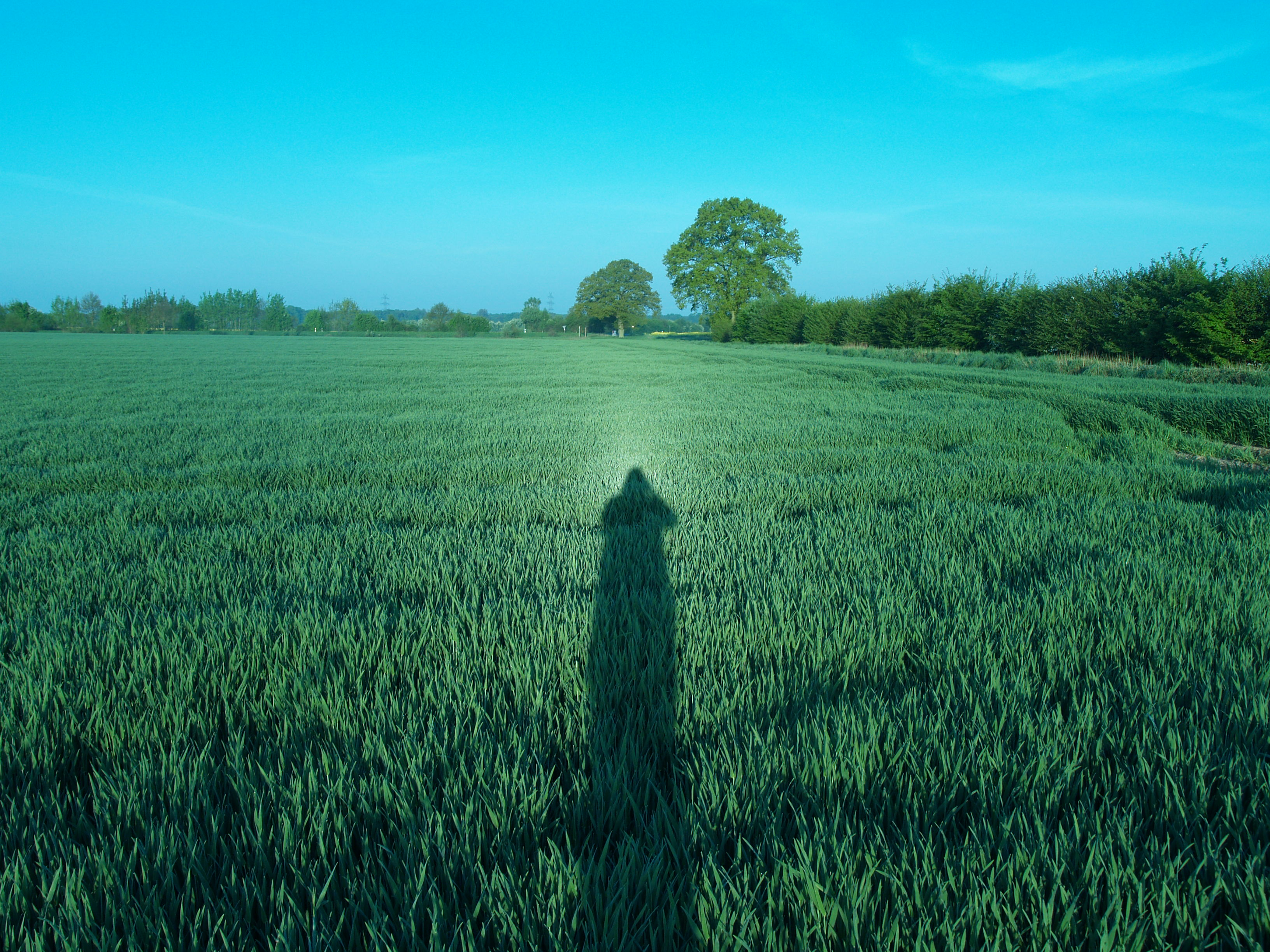
heiligenschijn

Heiligenschijn is een optisch verschijnsel waarbij de waarnemer een diffuse lichtvlek om de schaduw van het eigen hoofd ziet. Als de waarnemer zich verplaatst dan verplaatst dit verschijnsel met de schaduw van de waarnemer mee.

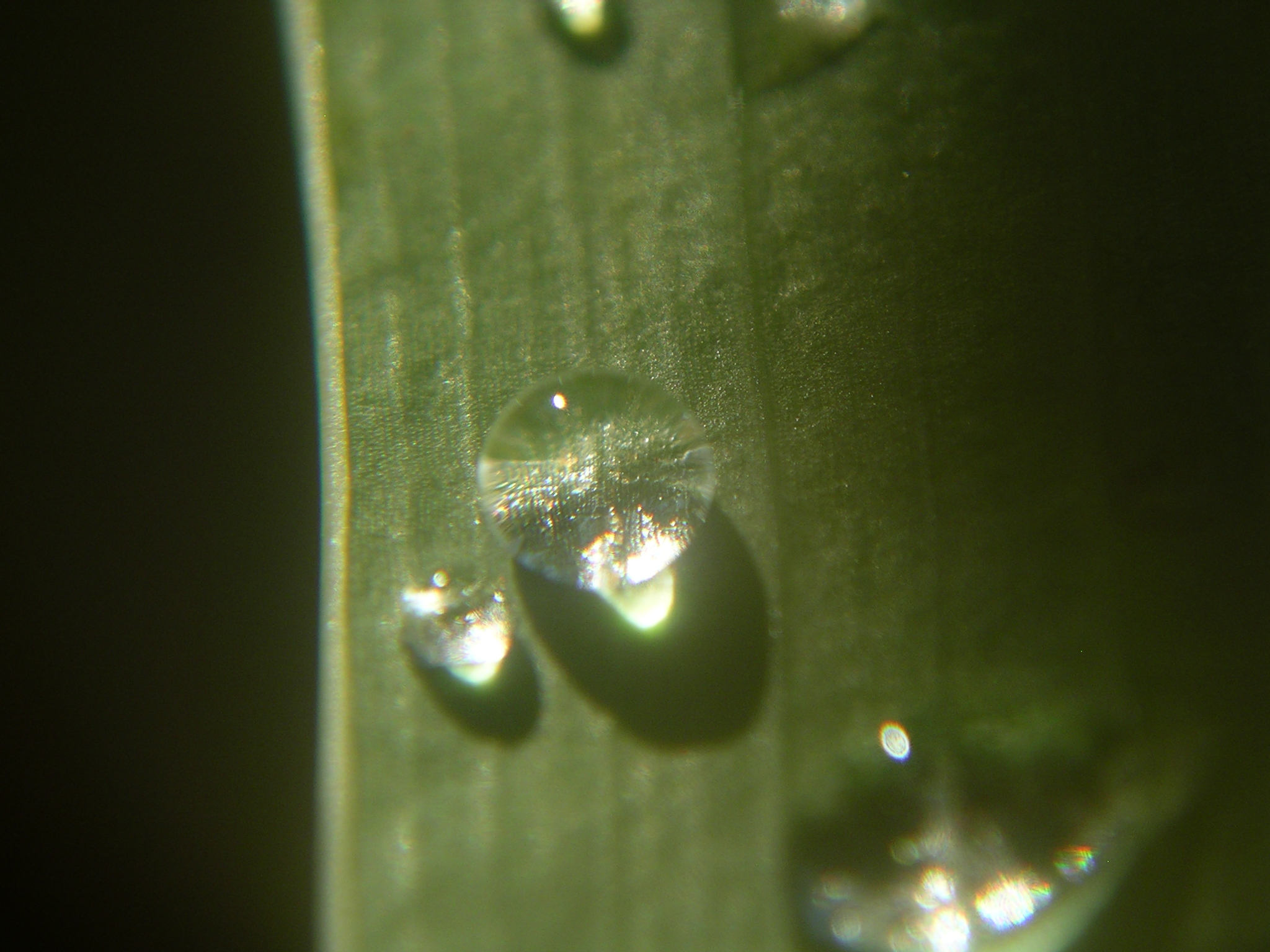
Nagenoeg zuiver bolvormige dauwdruppels op een grasspriet; sterk vergroot.

Het verschijnsel is met name zichtbaar bij een laagstaande zon op een bedauwd grasveld. Dauwdruppels retroflecteren het zonlicht van recht achter de waarnemer. Dit gebeurt alleen als dauwdruppels een nagenoeg bolle vorm hebben, en dat gebeurt als ze zich op harige of waterafstotende blaadjes bevinden. Simultaan met de heiligenschijn op bedauwd gras kan ook de dauwboog te zien zijn. De dauwboog is vrijwel hetzelfde optische verschijnsel als de primaire regenboog, maar dan onder de horizon, teweeggebracht in door de zon beschenen bolvormige dauwdruppeltjes in plaats van regendruppels.
In tegenstelling tot de glorie, een gelijkend verschijnsel, is de heiligenschijn ongekleurd en ongepolariseerd.

## Heiligenschijn als verticale lichtreflectiezuil (Heiligenschein Streak)
Deze variant van de gewone Heiligenschijn is frequent te zien vanuit vliegtuigen of luchtballonnen. Boven en onder de schaduw van een luchtballon is een verticale strookvormige verheldering van het landschap zichtbaar, teweeggebracht door de onzichtbaarheid van de schaduwen van de verticale begroeiing in het landschap (gras en dergelijke).

## Heiligenschijn, gezien vanuit het ISS
Heiligenschijn is ook zichtbaar op beelden die genomen worden door de camera's van het High Definition Earth Viewing (HDEV)-systeem dat in 2014 op het Internationaal ruimtestation ISS werd gemonteerd. Aangezien heiligenschijn zich steeds vertoont rondom het punt op 180° van de zon (lijnrecht tegenover de zon), kan zich rond dit punt ook een glorie vertonen. Op een hoek van 40° tot 45° rondom het tegenpunt van de zon kan zich eveneens de wolkenboog vertonen (een vage kleurloze verheldering in cirrocumulus-wolkenbanken).

## Op andere hemellichamen

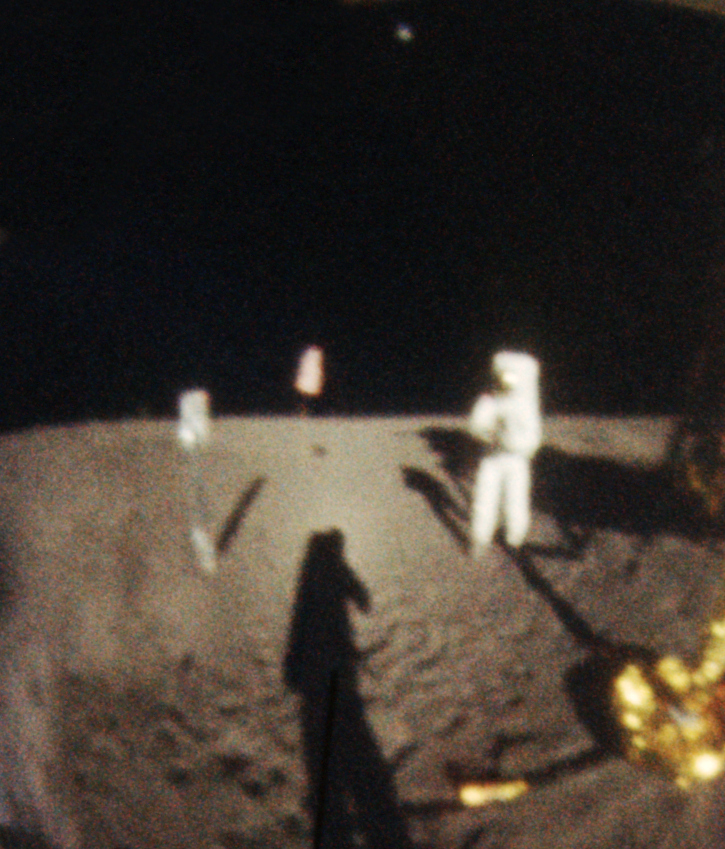
Heiligenschijn is zichtbaar rond het hoofd van Buzz Aldrin's schaduw. Deze foto is een uitsnede van de reflectie in het vizier van Aldrin's helm. Rechts staat Neil Armstrong, die de foto maakte.

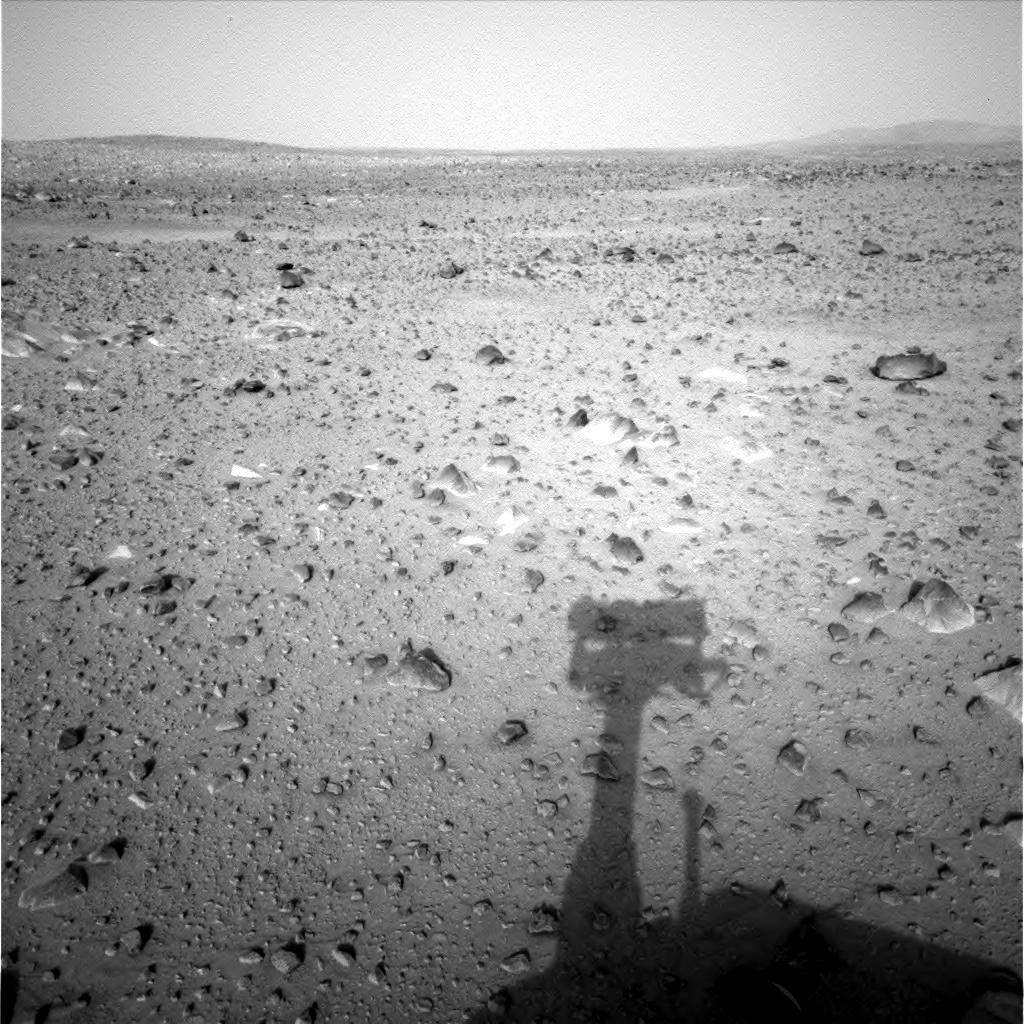
Heiligenschijn op de planeet Mars, gefotografeerd door het robotwagentje 'Spirit'.

Ofschoon het oppervlak van de maan nooit dauw bevat, blijkt ook daar heiligenschijn voor te komen. De retroflectie van het licht wordt daar (deels) veroorzaakt door minuscule glasparels in het maanstof, maar overwegend door Shadow Hiding van de regolith-stofkorreltjes (het maanstof). De schaduwen van de stofkorreltjes zijn verborgen achter de stofkorreltjes zelf, en veroorzaken zo de helderheid van het zonbeschenen maanstof. Dit is hetzelfde optische fenomeen als het Seeligereffect in o.a. de ringen van de planeet Saturnus (Saturnus in oppositie, op 180° van de zon, ziet er altijd helderder uit).